# ديفيد جي. أرمسترونغ
ديفيد جي. أرمسترونغ (بالإنجليزية: David G. Armstrong)‏ هو جراح أمريكي، ولد في 18 فبراير 1969 في سانتا ماريا في الولايات المتحدة.